# Urochlaena pusilla
Urochlaena pusilla är en gräsart som beskrevs av Christian Gottfried Daniel Nees von Esenbeck. Urochlaena pusilla ingår i släktet Urochlaena och familjen gräs. Inga underarter finns listade i Catalogue of Life.